# Vincent James Ryan
Vincent James Ryan (* 1. Juli 1884 in Arlington, Wisconsin, USA; † 10. November 1951) war Bischof von Bismarck.

## Leben
Vincent James Ryan empfing am 7. Juni 1912 das Sakrament der Priesterweihe.
Am 19. März 1940 ernannte ihn Papst Pius XII. zum Bischof von Bismarck. Der Bischof von Fargo, Aloysius Muench, spendete ihm am 28. Mai desselben Jahres die Bischofsweihe; Mitkonsekratoren waren der Bischof von Saint Cloud, Joseph Francis Busch, und der Bischof von Duluth, Thomas Anthony Welch.